# Otus manadensis
Mocho-d'orelhas-de-celebes ou mocho-de-orelhas-da-celebes (Otus manadensis) é uma espécie de ave estrigiforme pertencente à família Strigidae.